# Atuador rotativo
Atuadores rotativos (ou atuadores rotantes[carece de fontes?]) são cilindros pneumáticos com movimento mecanicamente rotacionado. Podendo ter um curso útil de 90º, 180º, 270º ou 360º, e também podendo ter um ajuste mecânico nas tampas.